# Háború a nemzet ellen
Jelenczki István dokumentumfilmje, a Háború a nemzet ellen szerint a magyarországi rendszerváltás után belső és külső hatalmi erők felszámolták a nemzeti vagyont, átjátszották és átjátsszák a magyarok által évszázadokon át létrehozott, örökölt és megtermelt tulajdont. Az erre utaló információdarabokat mutatja be a film részletes rendszerbe szervezve, s ezt a narratívát vallja is.
Bogár László közgazdász szerint a film „bizonyosan hozzájárult ahhoz, hogy a 2010-es választásokon a nemzeti egység elsöprő győzelmet arathasson. Feltehetőleg ez is szerepet játszhatott abban, hogy a választások után megalakuló új kormányban a film főszereplői közül hárman is helyet kaptak, mégpedig mindhárman igen fontos poszton. Ángyán József a földművelés és vidékfejlesztésben, Bencsik János az energetikában, Tóth Zoltán József pedig az új alaptörvény kidolgozásának megalapozásában államtitkárként lett tagja az új kormánynak.”

## Szereplők
A filmben a magyar közélet neves személyiségei szólalnak meg: Ángyán József, Bencsik János, Bencze Izabella, Bogár László, Éger István, Hunyor Erna, Kovács Zoltán, Mándoki Andor, Molnár Oszkár, Molnár V. József, Papp Lajos szívsebész, Tóth Zoltán József, Varga Csaba írástörténész és őskorkutató, Varga István, Zlinszky János ny. alkotmánybíró.

## Külső hivatkozások
- A Háború a nemzet ellen a PORT.hu-n (magyarul)
- A film teljes egészében megtekinthető az MTV videótárában és a YouTube-on is.